# 野々上慶一
野々上 慶一（ののがみ けいいち、1909年〈明治42年〉12月11日 - 2004年〈平成16年〉8月2日）は、日本の出版人・随筆家。
貴族院議員の長男として山口県に生まれる。1930年に左翼運動のシンパとして逮捕起訴され、1931年に早稲田大学専門部政経科を中退、同年春に父の出資で本郷の東大前に古本屋・文圃堂を開業し、1933年から書籍出版を手掛ける。1934年同人誌『文學界』の刊行を引き受ける。同年から草野心平に企画を持ち込まれて当時中央文壇で全く無名だった宮沢賢治の最初の全集（3巻本）を刊行。1936年廃業、小林秀雄、河上徹太郎、吉田健一、永井龍男、青山二郎ら文化人たちとの親交が続いた。骨董鑑賞家として古陶磁、古版画関係の著書もある。

## 著書
- 紅毛絵伊万里　文化出版局 1982
- さまざまな追想 文士というさむらいたち　文藝春秋 1985
- 高級な友情 小林秀雄と青山二郎　小沢書店 1989、講談社文芸文庫（新編） 2008
- ある回想 小林秀雄と河上徹太郎　新潮社 1994
- 文圃堂こぼれ話－中原中也のことども　小沢書店 1998
- 思い出の小林秀雄　新潮社 2003。再編本、解説坂本忠雄
- 中也ノオト－私と中原中也　かまくら春秋社 2003

## 編著
- 文明開化錦絵集 横浜絵と開化絵 垂水書房 1967
- 長崎古版画 三彩社 1970
- やきもののデザイン 明治の開化絵模様　1－2 岩崎美術社 1976－77
- 文明開化風俗づくし 横浜絵と開化絵 岩崎美術社 1978
- 父の肖像 1－2　芸術・文学に生きた「父」たちの素顔 伊藤玄二郎共編 かまくら春秋社 1999